# Richard Llewelyn-Davies
Pour les articles homonymes, voir Llewelyn et Davies.
Richard Llewellyn-Davies, baron Llewelyn-Davies (24 décembre 1912 - 27 octobre 1981) est un architecte britannique.

## Biographie
Llewelyn-Davis est le fils de Moya Llewelyn Davies et le petit-fils du député irlandais James O'Connor et un cousin germain des Llewelyn Davies boys (en).
Il travaille à l'Association d'architecture avec Elizabeth Chesterton et Ann MacEwan.
Llewelyn-Davies est professeur d'architecture au Bartlett, University College de Londres de 1960 à 1969, et professeur d'urbanisme et directeur de la School of Environmental Studies de 1970 à 1975. Il est le concepteur de Milton Keynes, dans le Buckinghamshire.
En 1960, Richard Llewelyn-Davies et John Weeks forment le cabinet d'architecture et de planification Llewelyn-Davies Weeks, qui devient l'une des sociétés de conception hospitalière et de planification générale les plus influentes du Royaume-Uni. Les premières commandes majeures sont la conception de l'hôpital de Northwick Park et des bureaux du journal The Times.
L'entreprise grandit avec l'ajout de Walter Bor en 1964 et devient Llewelyn-Davies, Weeks, Forestier-Walker et Bor, et est connue pour la planification générale de Milton Keynes. La société opère désormais sous le nom de «Llewelyn Davies» et conserve le nom de «Llewelyn Davies Weeks Ltd» à la mémoire des partenaires fondateurs.
Le 16 janvier 1964, il est créé pair à vie avec le titre de baron Llewelyn-Davies, de Hastoe dans le comté de Hertfordshire.
Il épouse Annie Llewelyn-Davies et a trois enfants. Comme sa femme est devenue pair à vie, ils sont l'un des rares couples à détenir tous deux des titres à part entière.